# Josef Winterhalder starší

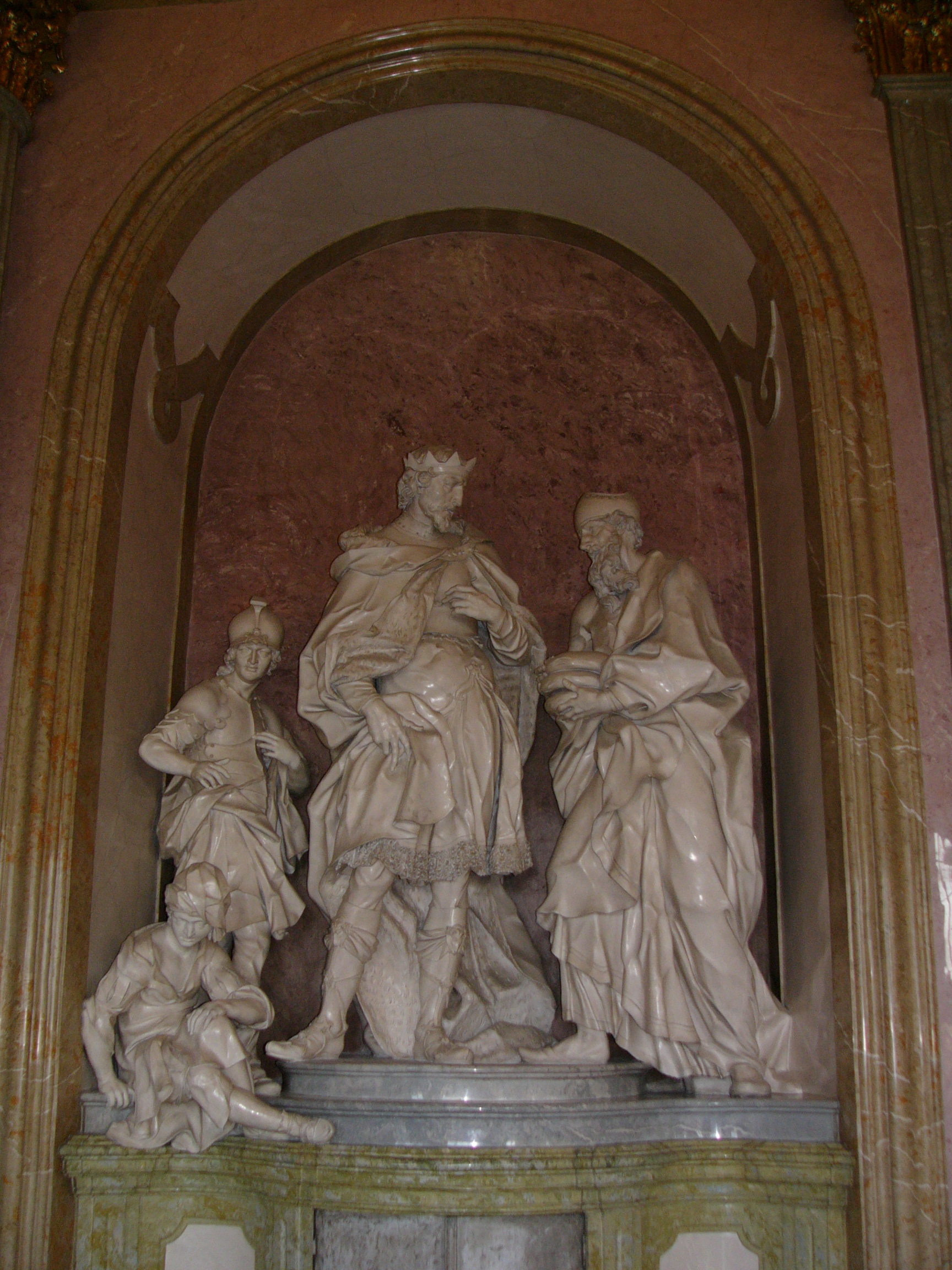
Sousoší s králem Davidem v klášteře Hradisko v Olomouci, c. 1731

Josef Winterhalder st. (10. ledna 1702, Vöhrenbach – 25. prosince 1769, Vídeň) byl významným pozdně barokním sochařem, který byl činný především na Moravě v 18. století.

## Život
Josef Winterhalder st. se narodil 10. ledna 1702 ve městě Vöhrenbach na jihu Württemberska.
V jeho rodině se objevovaly umělecké osobnosti po generace. Již jeho dědeček, Barthel Winterhalder (činný kolem roku 1662, kdy vytvořil hlavní oltář Panny Marie Růžencové pro kostel v Hüfingen), byl sochařem. Také Josefův otec, Adam Winterhalder, pokračoval v sochařské činnosti a je doložen od roku 1696 ve Vöhrenbachu. Pro tamní kostel vytvořil kolem roku 1735 hlavní oltář. Po otcově smrti převzal rodinnou dílnu nejmladší ze tří synů, Jan Michael Winterhalder.

## Školení a vlivy
Josefu se dostalo prvního školení v otcově dílně. Poté se vydal na studijní cestu, kdy jeho první zastávkou byl Mnichov. Zde poznal dílo bratří Asamů. Dále pokračoval do Vídně, navštívil také Lambach, kde se setkal s tvorbou Lorenza Mattielliho, kterou později citoval ve své tvorbě.
V letech 1726 – 1728 studoval na vídeňské Akademii, kde si osvojil především umění kresby, kompozice a proporcí. O sochařském ateliéru v té době nemáme žádné zprávy, proto je pravděpodobné, že již při studiu pracoval jako pomocník v Mattielliho ateliéru.
Winterhalderovy sochařské práce vykazují vysokou výtvarnou úroveň. Na počátku jeho samostatné činnosti (kolem roku 1730) je zřejmý vliv neoklasicistního díla G. R. Donnera (1693 – 1741). Z jeho prací Winterhaldera nejvíce zaujala výzdoba schodiště arcibiskupské rezidence Mirabell v Salcburku, který navštívil po ukončení studia na Akademii. To dokazují některé rané práce pro premonstrátskou kanonii na Hradisku u Olomouce.
Vedle Donnerova vlivu bylo Winterhalderovi přínosné studium v ateliéru sochaře Lorenza Mattielliho (1688 – 1748). Z Mattielliho kompozičně rozvinutých sousoší (Loučení sv. Petra a Pavla nebo Svržení sv. Jana Nepomuckého do Vltavy) vychází Winterhalderova sousoší ve slavnostním sále na Hradisku.
V raném sochařově díle je pak patrný vliv italského štukatéra Baldassara Fontany (1661 – 1733), v nichž jej zaujaly kubizující tendence a typika jeho andělských figur. Vliv sochaře Balthasara Permosera (1651 – 1732), za jehož studiem se vydal do Drážďan, je viditelný na kazatelně v dominikánském kostele sv. Michala v Brně. Winterhaldera zaujala jeho schopnost vidět sochařské dílo malířským způsobem.
Celým Winterhalderovým dílem prochází styl lámaných a kubizujících forem. Jeho draperie se vyznačují ostře zalamovanými klikatkami řas a lemů látek.

## Dílo

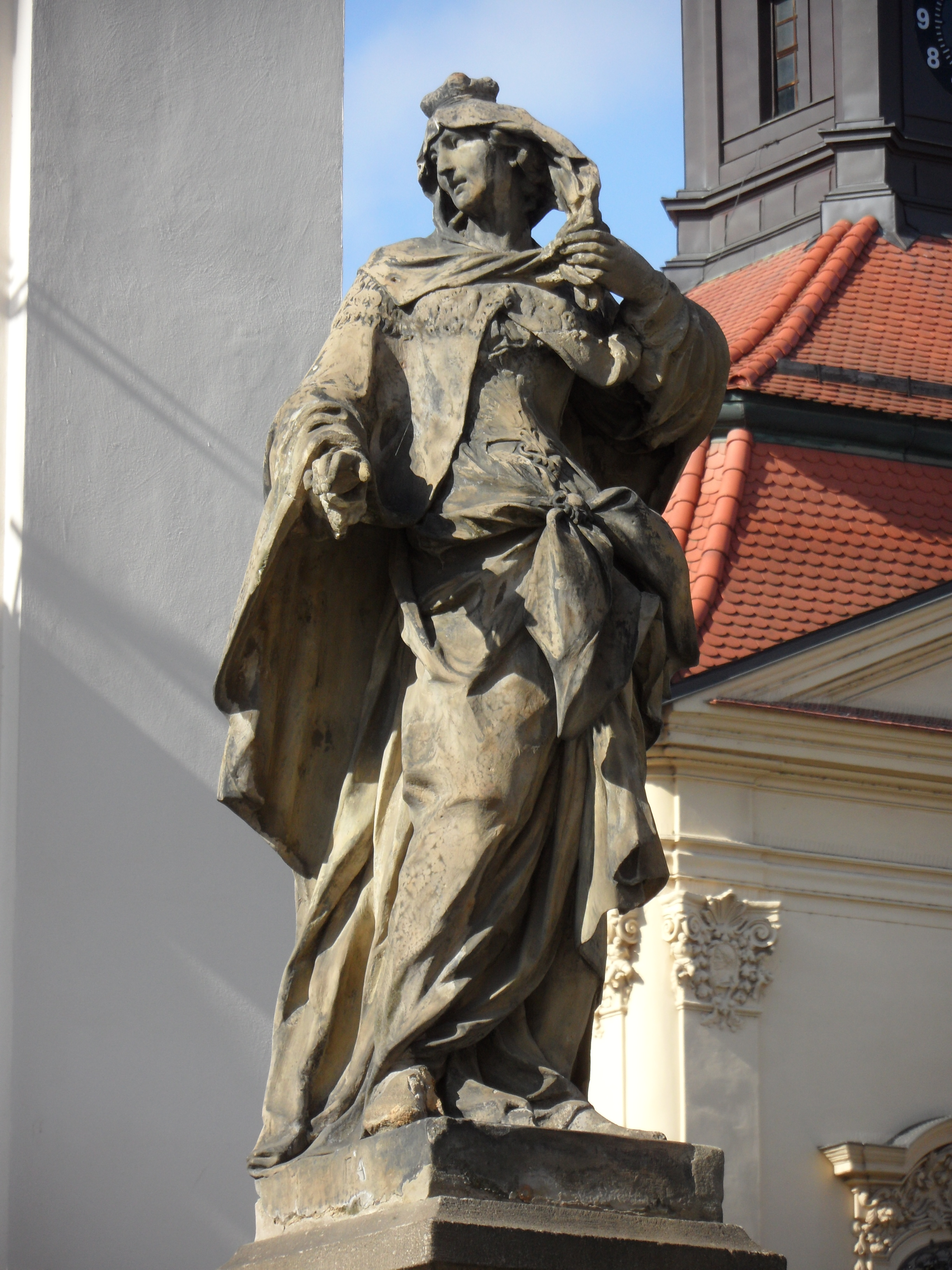
Socha sv. Ludmily, Dominikánské náměstí, Brno (1736–37)

Roku 1729 přišel Winterhalder do Olomouce, kde vstoupil do dílny zdejšího sochaře Jana Sturmera s úmyslem vytvořit si podmínky pro získání samostatných zakázek. Již o rok později dostal nabídku na výzdobu schodišťového prostoru a šestici soch v předsálí prelatury na Hradisku. Jde o alegorie Ctností – ženské personifikace Lásky, Víry, Naděje, Trpělivosti, Statečnosti a Střídmosti. Sochy jsou provedeny v kameni s bílou polychromií a jsou v mírné nadživotní velikosti. S prací na podstavcích těchto soch mu pomáhal jeho mladší bratr Jan Michael. Celá zakázka byla dokončena roku 1733. V době na těchto pracích se Josef seznámil s vídeňským malířem Paulem Trogerem (1698 – 1762), který jej inspiroval především v oblasti kresby a kompozice. Oba umělci byli v tvůrčím kontaktu do konce malířova života.
Během prací pro premonstrátskou kanonii v Olomouci přijímal i další zakázky. Roku 1733 pracoval na sochařské výzdobě bočních oltářů farního kostela Neposkvrněného početí Panny Marie v Uherském Brodě. Na pomezí let 1736 a 1737 pracoval v Brně na čtveřici soch českých a moravských patronů (sv. Václav, sv. Ludmila, sv. Cyril a sv. Metoděj)
na balustrádě dominikánského kostela sv. Michala. Tyto sochy jsou z vápence a pískovce. V průběhu 40. let 18. století na ně sochař navázal početným dílem v interiéru.
Při další studijní cestě do Drážďan (před rokem 1740) navštívil Prahu. Zdejší konzervativní umělecké prostředí jej však výrazněji neovlivnilo. Svůj zájem věnoval tvorbě drážďanského dvorního sochaře Balthasara Permosera (1651 – 1732), jež ho zaujala nezvyklým pojetím drapérie a malířským rozkladem objemu soch. V polovině 40. let pobýval střídavě v Náměšti nad Oslavou, kde vytváří dekoraci mostu, kterou tvoří soubor dvaceti soch světců a světic, a v Brně, kde pracoval na početné figurální výzdobě dominikánského kostela. Roku 1747 získal další zakázku od dominikánů, a to v Uherském Brodě. Na této zakázce pracoval spolu s bratrem Antonínem. Šlo o soubor soch na šest oltářů tamního kostela Nanebevzetí Panny Marie. Tato díla představují jeden z vrcholů umělcovy tvorby.
Na počátku 50. Let pracoval spolu s Trogerem opět pro premonstráty na Hradisku u Olomouce. K chystaným oslavám šestistého výročí příchodu řádu zde Winteralder částečně realizoval výzdobu konventního kostela, refektáře a ambitů. Žádná z těchto úprav se však nedochovala. V této době dokončuje práce v Uherském Brodě, který pak navštěvuje ještě dvakrát. S bratrem Antonínem vytváří sousoší sv. Norberta na Svatém Kopečku (1653). Další díla z tohoto období můžeme zhlédnout ve farním kostele v Nákli, kam dodal sochařskou výzdobu oltáře sv. Izidora Madridského nebo ve farním kostele sv. Martina v Třebíči.
Kolem roku 1760 pracuje Winterhalder pro farní kostel sv. Mikuláše ve Znojmě. Zde vytváří především jedinečnou kazatelnu v podobě zeměkoule. Ve Znojmě pracuje také v dominikánském kostele, kde vytváří další kazatelnu a boční oltář sv. Dominika. Josef Winterhalder umírá 25. prosince 1769 ve Vídni.

## Seznam děl[2]

### Známé realizace
- Svatý Kopeček u Olomouce, poutní kostel Navštívení Panny Marie
  - sochy mariánských ctností na hlavním portálu (Naděje, Štědrost a Fáma) (1731–1732), (spolupráce s bratrem J. M. Winterhalderem)
  - kazatelna (1731–1732), (nahradila kazatelnu od Michaela Zürna ml.)
  - sochy andělů a kalvárie na tabernáklu hlavního oltáře (do 1732), (dokončení po Jan Sturmerovi, oltář pochází z dílny Baldassare Fontany)
  - návrh čtyř stříbrných reliéfů mariánské legendy v presbytáři (Zjevení Panny Marie, Nalezení sošky, Požár kaple, Uzdravení nemocných) (1734–1739), (provedl Johann J. Wirth)
  - sousoší svatého Norberta se svatým Adrianem Jansenem von Hilvarenbeek a Jakubem Lacopsem v ambitovém dvoře (1753), (spolupráce s bratrem A. Winterhalderem)
  - řezbářská výzdoba hodin s figurální skupinou boha Hélia, Luny a Slunce (1736–1740), hodinový stroj William Jourdain, Londýn (1646) (přemístěno do Obrazárny Strahovského kláštera)
- Klášter Hradisko u Olomouce
  - alegorické sochy ctností (Střídmost, Trpělivost, Statečnost, Naděje, Láska a Víra) v předsálí slavnostního sálu (1731–1732), (spolupráce s bratrem J. M. Winterhalderem)
  - dvojice sousoší Samuel vítající Saula a David přijímající dary od Achímeleka, dva reliéfy Trojí zapření Petrovo a Přistání apoštola Pavla na Maltě na krby, 10 alegorických reliéfů v okenních špaletách a další sochařská výzdoba krbů, supraport vchodů a hlavní římsy ve slavnostním sále (1731–1732)
  - sochařská výzdoba nástavců hlavního, dvou bočních oltářů a křtitelnice v býv. opatské kapli sv. Štěpána (1733–1734), (křtitelnice bývá připisována též Janu M. Scherhaufovi)
  - sousoší svatého Jana Nepomuckého udílející almužnu před prelaturou (1737)
- Nová Říše, premonstrátský klášter – znak premonstrátského kláštera v průjezdu kláštera (1737–1738)
- Blatec – socha svatého Leonarda (Linharta) u silnice do vsi (mezi 1732–1741), (původně stávala v areálu kláštera Hradisko, část sochy je nepůvodní)
- Olomouc, sloup Nejsvětější Trojice – reliéfy ve vnitřní kapli (Kainova oběť, Ábelova oběť, Noeho oběť, Abrahámova oběť Izáka, Abrahámova oběť jehněte a Ukřižování) (1733), (připisované též Filipu Sattlerovi)
- Uherský Brod
  - kostel Neposkvrněného početí Panny Marie – sochařská výzdoba bočních oltářů, varhanní skříně? a kruchty? (1733)
  - dominikánský kostel Nanebevzetí Panny Marie – boční oltáře Panny Marie Čenstochovské, Panny Marie Bolestné, svaté Anny, svatého Vincence Ferrerského a svatého Josefa (1747), (spolupráce s bratrem A. Winterhalderem), boční oltář sv. Kříže (1754)
  - socha svatého Vincence Ferrerského před kostelem (1747)
  - socha svatého Floriána na kašně (1756)
- Brno
  - sochy svatého Cyrila, svatého Metoděje, svatého Václava a svaté Ludmily na rampě kostela svatého Michala na Dominikánském náměstí (1736–1737)
  - dominikánský kostel sv. Michala – hlavní oltář (1743–1749), kazatelna (1745) a boční oltáře svatého Tomáše Akvinského a svaté Kateřiny Alexandrijské (před 1749)
  - augustiniánský kostel sv. Tomáše – hlavní oltář (1761–1764), (spolupráce s Jakubem Scherzem)
- Náměšť nad Oslavou
  - sochařská výzdoba barokního mostu (1737–1744), (Archandělé Rafael, Gabriel a Michael, anděl od nebeské brány, svatý Petr, svatý Pavel, svatý František z Assisi, svatý František z Pauly, svatá Cecílie, svatý Jáchym, svatý Ondřej a svatý Vavřinec), ostatní sochy vytvořil podle Winterhalderových modelů Alexander Jelínek (svatý Florián, svatý Kajetán, svatý Filip Neri, svatý Jan Nepomucký, svatá Anna, svatá Terezie, svatý Leopold a svatý Václav), (sochy byly v 90. letech nahrazeny výdusky a originály přemístěny do sálu Luteránka na zámku)
  - kostel sv. Jana Křtitele – sochařská výzdoba hlavního, bočních oltářů, kazatelny a křtitelnice? (1744)
  - špitální kaple svaté Anny – sochařská výzdoba hlavního a bočních oltářů (1745)
  - sousoší svatého Jáchyma s Pannou Marií a sousoší svatého Josefa s Ježíškem v nikách na fasádě fary (1745)
  - sochařská výzdoba mostu vedoucího do zámku (sfingy, koně, orli) (kol. 1745)
- Kralice na Hané – sochy svatého Petra a svatého Pavla stranách hlavního portálu kostela Nanebevzetí Panny Marie (konec 30. let.)
- Úsov, kostel svatého Jiljí – socha Bičovaného Krista (konec 30. let.), (v současnosti je socha zapůjčena do expozice Arcidiecézního muzea v Olomouci)
- Jaroměřice u Jevíčka, poutní areál Kalvárie – reliéfy Klanění andělů, Klanění pastýřů a Klanění tří Králů v přízemí Betlémské kaple (30. léta)
- Bratislava, minoritský kostel Navštívení Panny Marie – sošky puttů v nástavcích bočních oltářů (1741) ?
- Nivnice, kostel sv. Andělů Strážných – sochařská výzdoba hlavního oltáře (konec 40. let), (centrální Winterhalderova socha anděla byla ve 20. stol. nahrazena jinou)
- Bojkovice – trojsoší Panny Marie, svatého Dominika a svatého Vincence u zámku (1745) ?
- Tikovice (Ořechov), kostel svatého Jiří – hlavní oltář (40. léta)
- Pitín – socha Panny Marie s Ježíškem (1750)
- Náklo, kostel svatého Jiří – sochy svaté Notburgy z Rattenbergu a svaté Valburgy na oltáři svatého Izidora Madridského (kol. 1749), (ústřední socha je dílem Jana M. Scherhaufa)
- Velehrad, premonstrátský klášter s kostelem Nanebevzetí P. Marie – sousoší Nejsvětější Trojice v prelátské kapli kláštera (1753) a dřevořezby světců na chórových lavicích kostela ?
- Třebíč
  - kostel sv. Martina – hlavní oltář a boční oltáře svaté Anny a svatého Josefa se štukovými výjevy (1758–1759)
  - sochy Piety Třídubské (Maria Dreieichen) a svatého Jana Nepomuckého ? na můstku k zámku (1758–1759), (nahrazeny kopiemi, originály v zámku)
- Chválkovice – socha svatého Jana Nepomuckého (1759) ? (Antonín Winterhalder?)
- Znojmo
  - kostel sv. Mikuláše – kazatelna, oltář a štukové výjevy na oblouku portálu kaple Dítěte Ježíš a sochařská výzdoba dvou zpovědnic ? (1760)
  - dominikánský kostel Nalezení sv. Kříže – kazatelna a oltář sv. Dominika ? (kol. 1760)
- Přímětice, kostel sv. Markéty – tabernákl se sochou sv. Markéty (60. léta) ?, (původně na hlavním oltáři)
- Předklášteří u Tišnova, cisterciácký kostel Nanebevzetí P. Marie– hlavní oltář (1764–1766), (dokončil do roku 1769 Ondřej Schweigl)
- Mořice, kostel svatého Martina – sochy svaté Luitgardy, Františka z Pauly, Františka z Assisi a řádového světce na venkovní balustrádě (konec 60. let) ? (Václav Böhm?)
- Dřevohostice, kostel svatého Havla – sochařská výzdoba bočních oltářů Zvěstování Panně Marii a sv. Kříže (před 1769)

### Dílo v muzeích
- Slovenská národná galéria, Bratislava – kamenné sochy svatého Pavla Thébského a svatého Antonína Velikého (kol. 1736), (spolupráce s Georgem R. Donnerem)
- Slezské zemské muzeum, Opava – slonovinová soška svatého Jana Nepomuckého udílející almužnu ? (kol. 1737) (Jan J. Schauberger?)
- depozitář rezidence na Svatém Kopečku u Olomouce – sochy svatého Václava, svatého Jana Evangelisty, svatého Jana Nepomuckého a svatého Jana Sarkandera (kol. 1737), (pochází asi z kostela Povýšení svatého Kříže v Libavé), (socha svatého Václava v současnosti prezentována v expozici Arcidiecézního muzea v Olomouci)
- Muzeum Vysočiny, Třebíč – sochy čtyř sedících evangelistů, původem z kazatelny (kolem roku 1750), tři modely soch druhotně umístěné na relikviáři svatý Bernarda (kol. 1766), (modely byly určeny pro sochy hlavního oltáře cisterciáckého kostela v Předklášteří které realizoval Ondřej Schweigl)
- Národní galerie, Praha – modeletto svatého (Jana Nepomuckého?) (mezi 1735–1740), modeletto svatého Rocha a svatého Šebestiána (mezi 1750–1760)
- Moravská galerie, Brno – sochy dvou dominikánských světců (60. léta) ?, sošky dvou adorujících andělů (60. léta) ?, (sošky andělů sloužily snad jako modely pro tabernákl hlavního oltáře kostela svatého Tomáše realizovaný Jakubem Scherzem)
- Jihomoravské muzeum, Znojmo – sochy dvou františkánských světců (kol. 1760), (původem z minoritského kostela ve Znojmě)

### Nezachované realizace
- stříbrná busta světce a dvojice relikviářů podle Winterhalderova návrhu pro baziliku Navštívení P. Marie na Svatém Kopečku u Olomouce (1734–1739)
- klášter Hradisko u Olomouce: erb na průčelí prelatury, slonovinová soška P. Marie, sousoší Samsona a Gedeona na kašně vnitřního dvora prelatury (1737–1741), nahrazené roku 1751 sochou Saturna, štukové dekorace stěn a stropu refektáře a chodeb kláštera (1750–1751)
- sochařská výzdoba hřbitovní zdi kolem kostela Panny Marie na Předhradí v Olomouci (1737), (na výzdobě zdi se podílel i Ondřej Zahner)
- štukové dekorace stěn a stropu letního refektáře premonstrátského kláštera Louka u Znojma (1765)